# Abdoulie Sallah
Abdoulie Momodou Sallah (auch Abdoulai Sallah; * 24. August 1944 in Sambang, Distrikt Niamina West, Central River Region) ist Politiker und ehemaliger Minister im westafrikanischen Staat Gambia.

## Leben
Nach seiner Schulbildung ging Abdoulie Sallah auf die University of Ibadan in Nigeria.
Als Hochkommissar war er später in Sierra Leone, Liberia, Guinea und Elfenbeinküste zwischen Februar 1995 bis Juni 1997 tätig. Anschließend bis 1998 Gambias Vertreter bei den Vereinten Nationen, wo er unter anderem im März Präsident des UN-Sicherheitsrat gewesen ist.
Von Dezember 1999 bis zum April 2001 war er Gesundheitsminister (englisch Secretary of State for Health and Social Welfare). Am 13. September 2007 wurde Abdoulie Sallah von Staatspräsident Yahya Jammeh als Hochschul- und Forschungsminister (englisch Secretary of State for Higher Education and Research) ins Kabinett berufen. Er ist Nachfolger von Crispin Grey-Johnson.
Das Amt gab er am 19. März 2008 wieder an Grey-Johnson ab und Sallah wurde Kabinettssekretär (englisch Secretary to Cabinet). Am 1. Juli 2014 wurde er von Staatspräsident Yahya Jammeh zum Minister für Präsidialangelegenheiten, Generalsekretär des Präsidialamtes und Leiter des öffentlichen Dienstes (englisch Minister for Presidential Affairs, secretary-general at the Office of the President and head of the civil service) ernannt; er löste Momodou Sabally ab, der zum Wissenschaftsminister ernannt wurde. Nur acht Tage später wurde er von Jammeh wird als Minister abberufen und erneut zum Kabinettssekretär ernannt. Sein Nachfolger im Ministeramt war Kalilou Bayo. Seine Tätigkeit als Kabinettssekretär endete 2014.